# Brevipalpus beeri
Brevipalpus beeri är en spindeldjursart som beskrevs av Pritchard och Baker 1952. Brevipalpus beeri ingår i släktet Brevipalpus och familjen Tenuipalpidae. Inga underarter finns listade.